# Arquitectura románica en Cerdeña

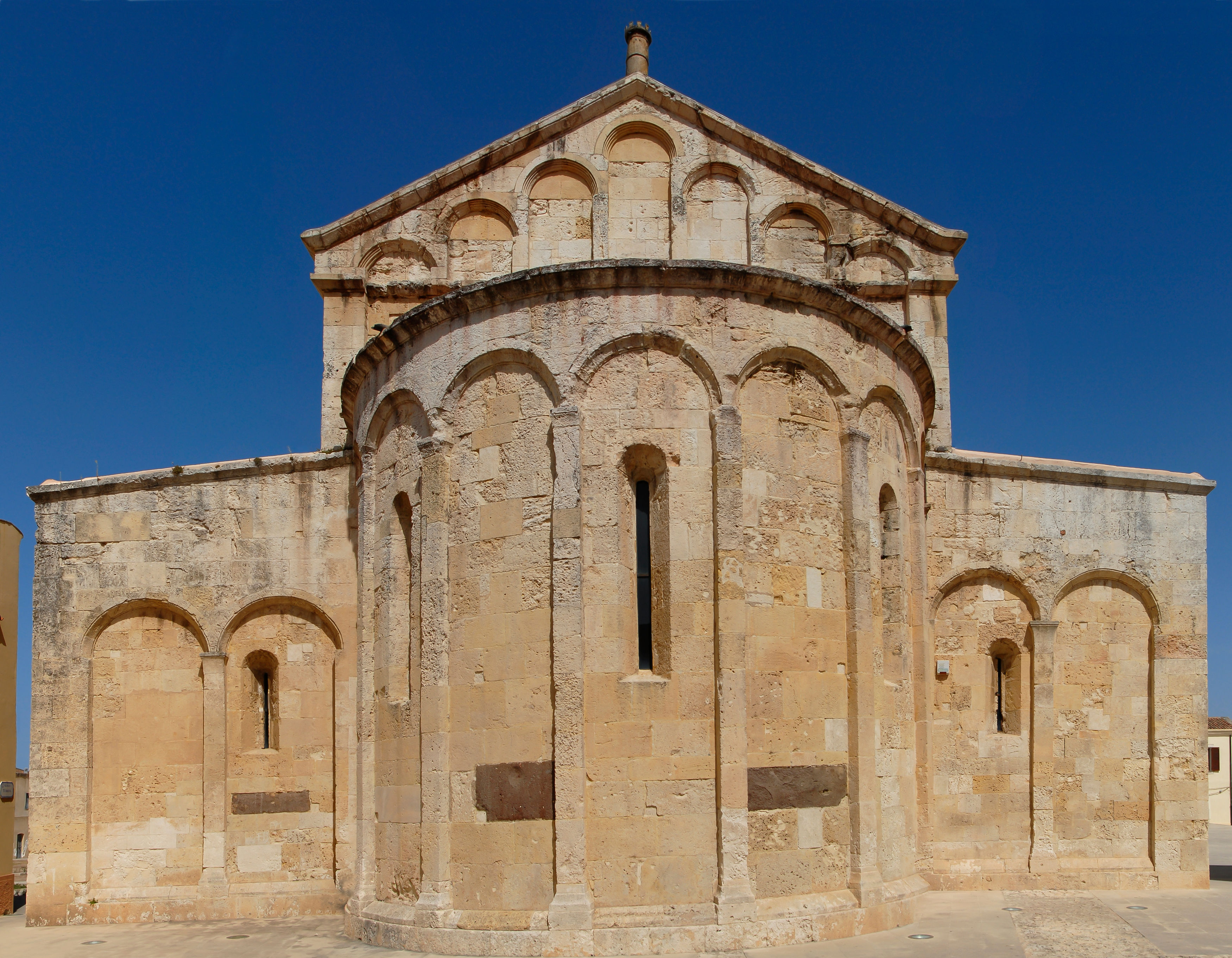
Basílica de San Gavino, Porto Torres (antes de 1065)

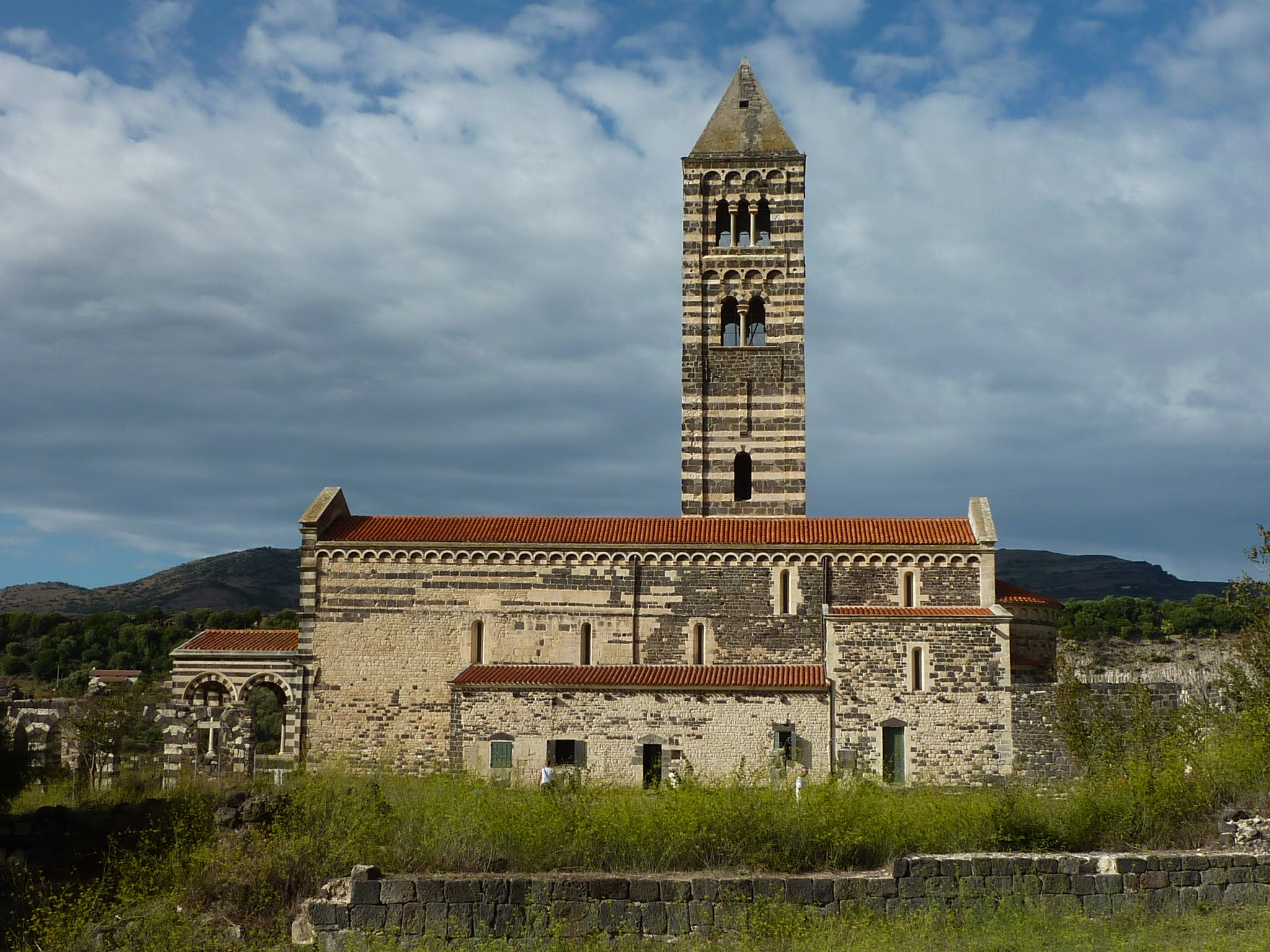
Basílica de Saccargia, en Codrongianos (terminada en 1116)

La arquitectura románica en Cerdeña corresponde al románico que se desarrolló en la isla de Cerdeña durante un largo período, desde los orígenes en la época de los Giudicati hasta el siglo XIII. Sus expresiones, aunque autónomas, no son clasificables en una imagen reconocible, ya que en la isla el románico se manifestó con resultados inusuales pero en numerosas formas; esto se debe al establecimiento en Cerdeña de varias órdenes religiosas, procedentes de diversas regiones italianas y de Francia. En consecuencia, en las arquitecturas de esa época se reconocen influencias pisanas, lombardas y provenzales, así como vestigios del paso de los trabajadores, procedentes de la península ibérica, de la cultura islámica.
El primer edificio románico en la isla fue la basílica de San Gavino en Porto Torres, de antes de 1065. En el románico sardo se dan influencias lombardas y toscanas, como en San Nicola de Trullas (antes de 1113), en Semestene, en la capilla palatina de Santa Maria del Reino (1107), en Ardara, en San Nicola de Silanis (antes de 1122) de Sedini o en  la basílica de San Simplicio en Olbia (siglos XI-XII). También hay edificios con influencias francesas a través de los benedictinos, como las iglesias de San Platano en Villaspeciosa, San Gemiliano en Sestu, San Lorenzo en Cagliari y San Saturnino de Ussana. Y también destacan numerosos ejemplos de iglesias de estricto origen toscano, como la basílica de Saccargia en Codrongianos, la catedral de San Pietro de Sorres, en Borutta, la iglesia de Nostra Signora de Tergu, la catedral de Santa Giusta del centro homónimo y la iglesia de San Nicola de Ottana. 
Destacan igualmente las estructuras defensivas, como los numerosos castillos y torres de la ciudad de Cagliari, incluyendo la torre de San Pancrazio y la torre del Elefante, diseñadas por el arquitecto sardo Giovanni Capula.

Ejemplos de románico sardo
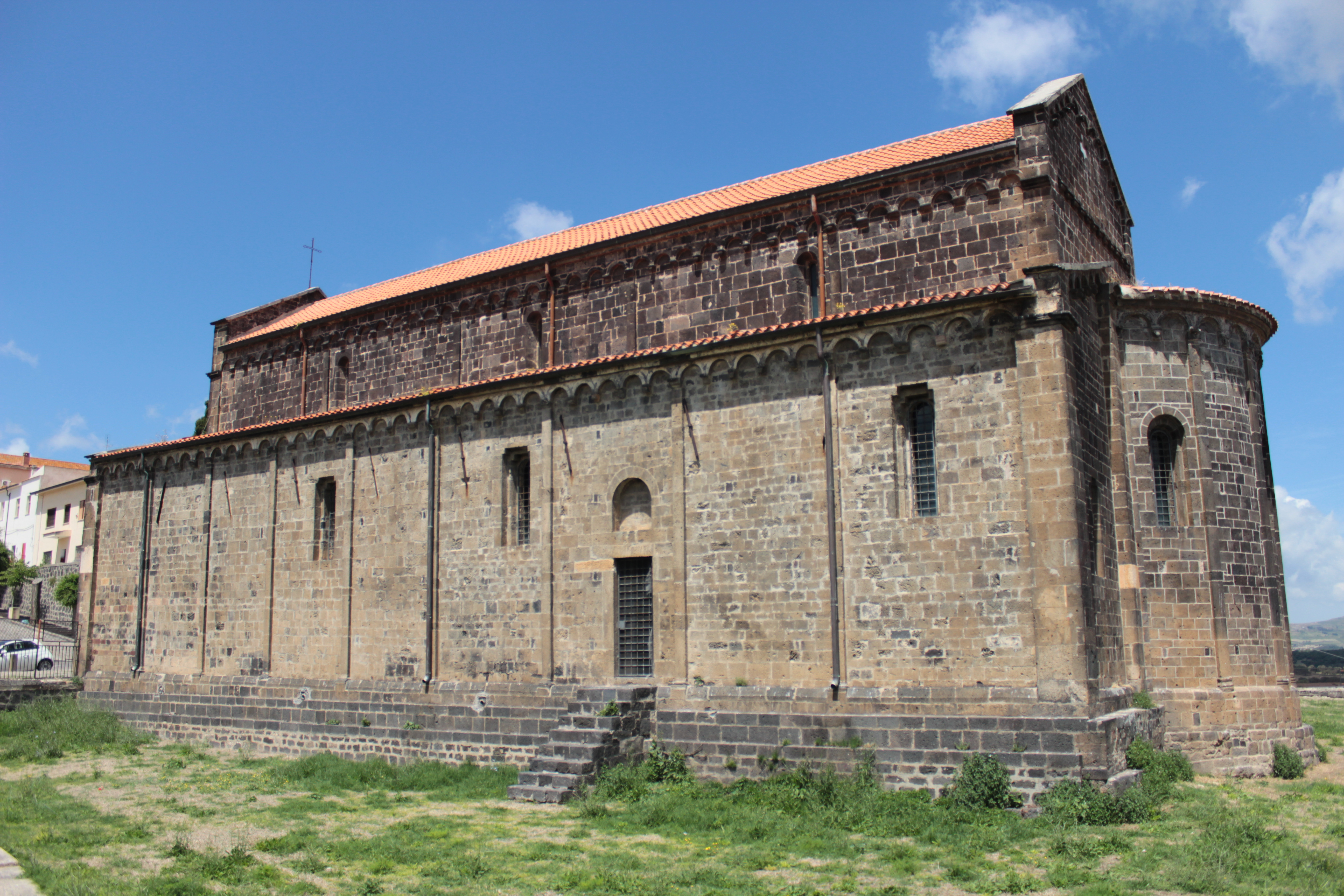
Santa Maria del Regno, Ardara (?-1107)
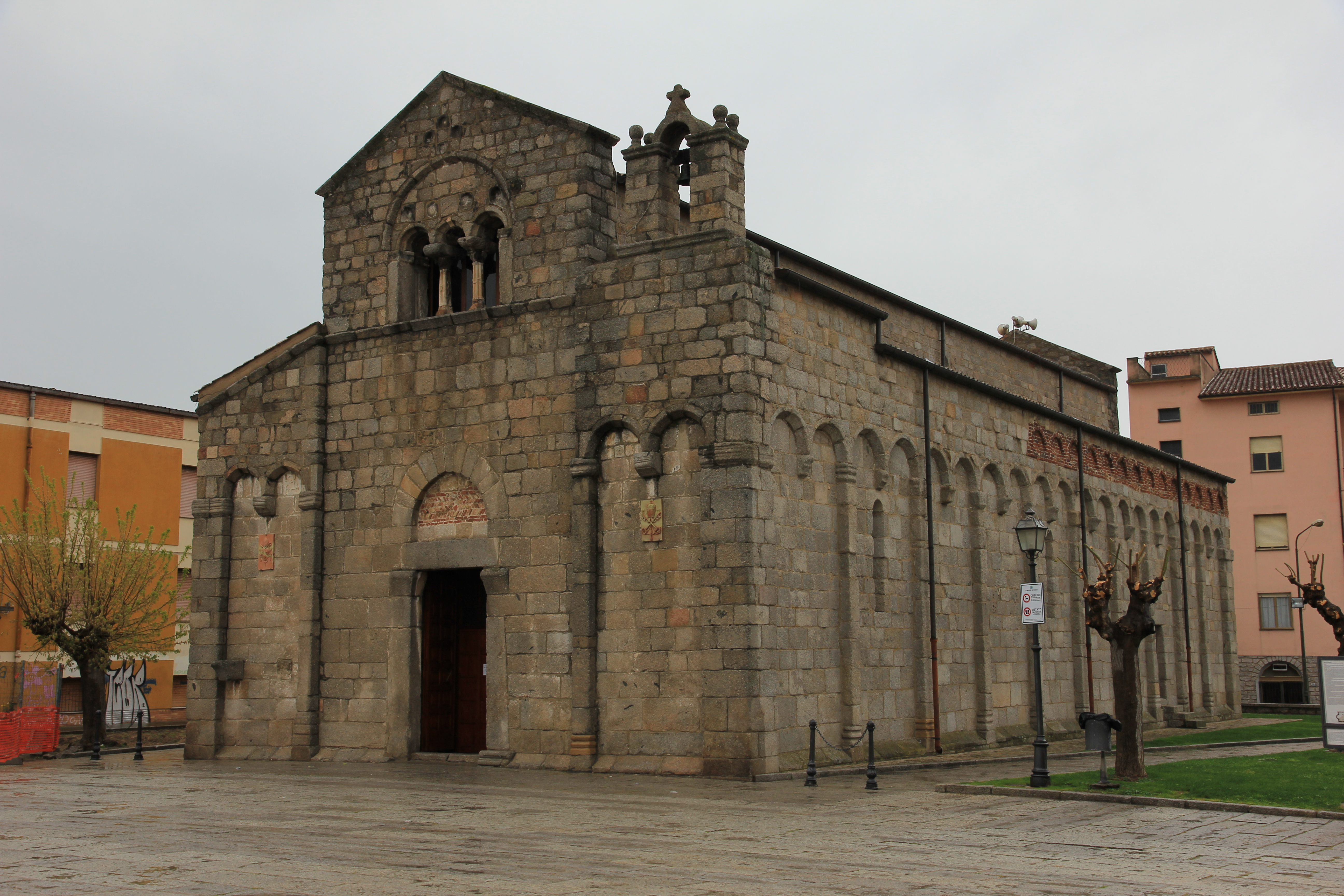
Basílica de San Simplicio, Olbia (fin del XI-1.ª mitad del XII)
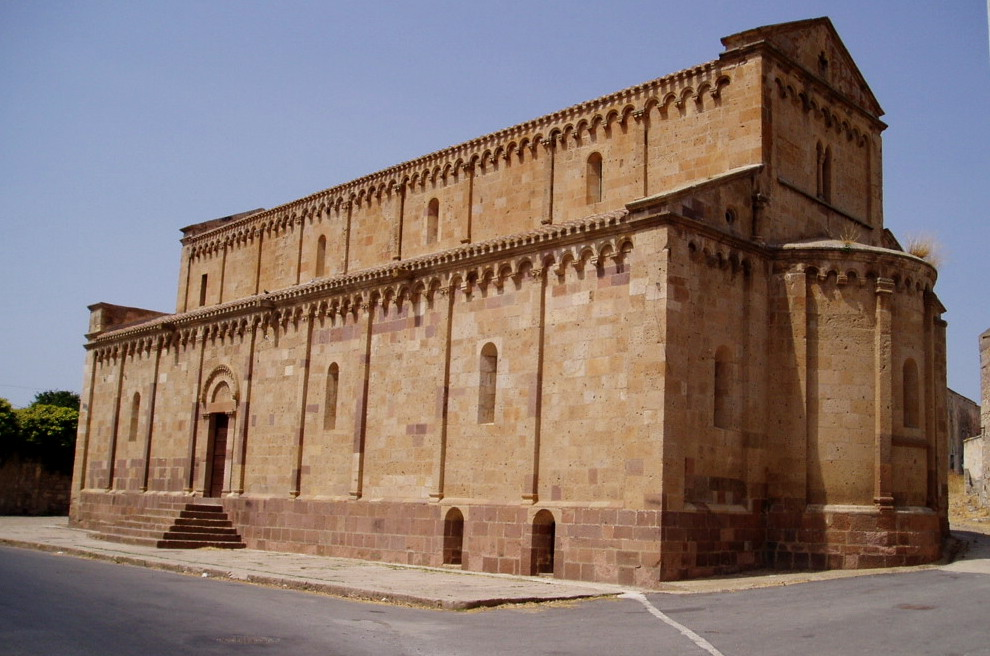
Catedral de Santa Maria di Monserrato, Tratalias (1213-1282)
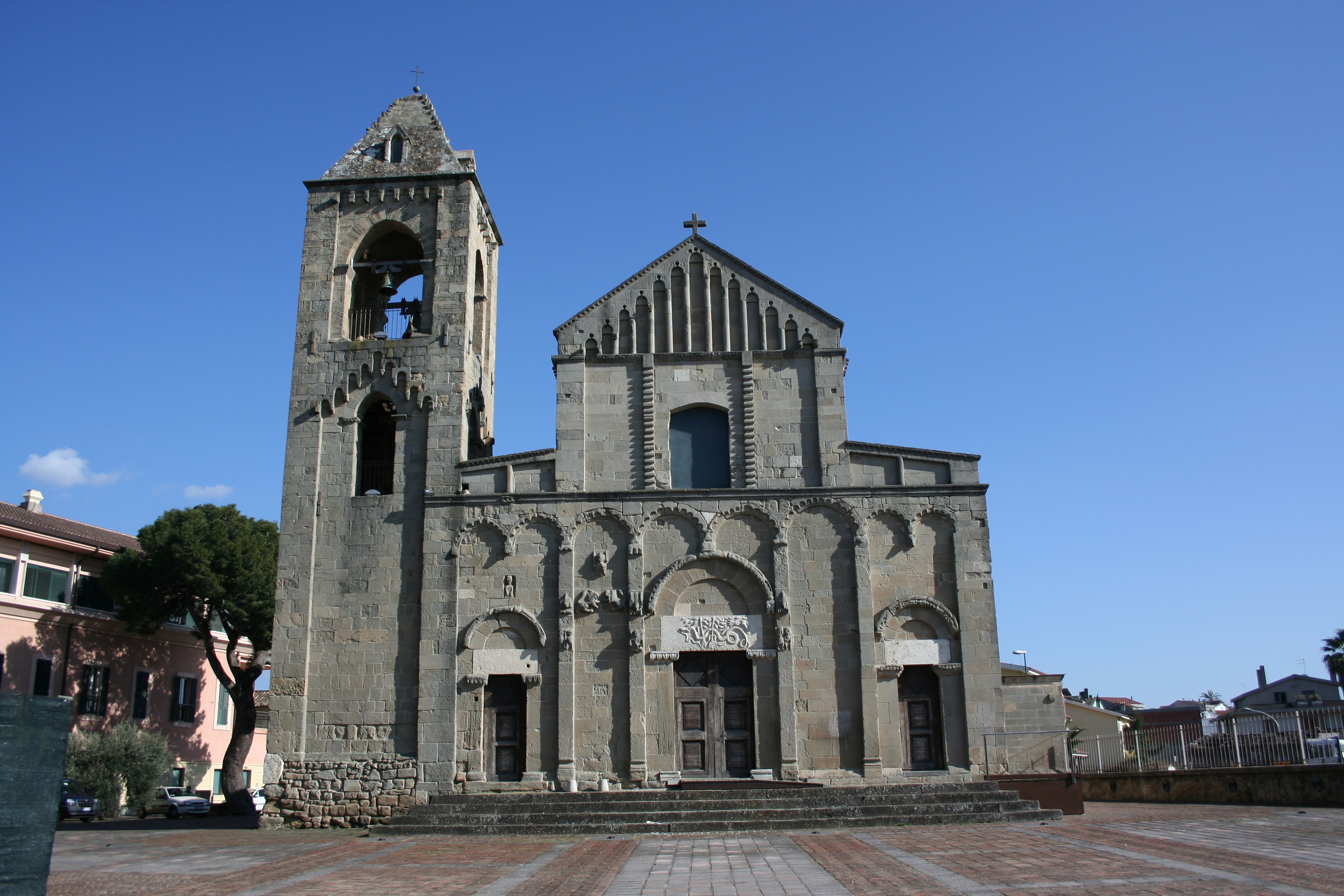
Catedral de San Pantaleón, Dolianova

## Historia

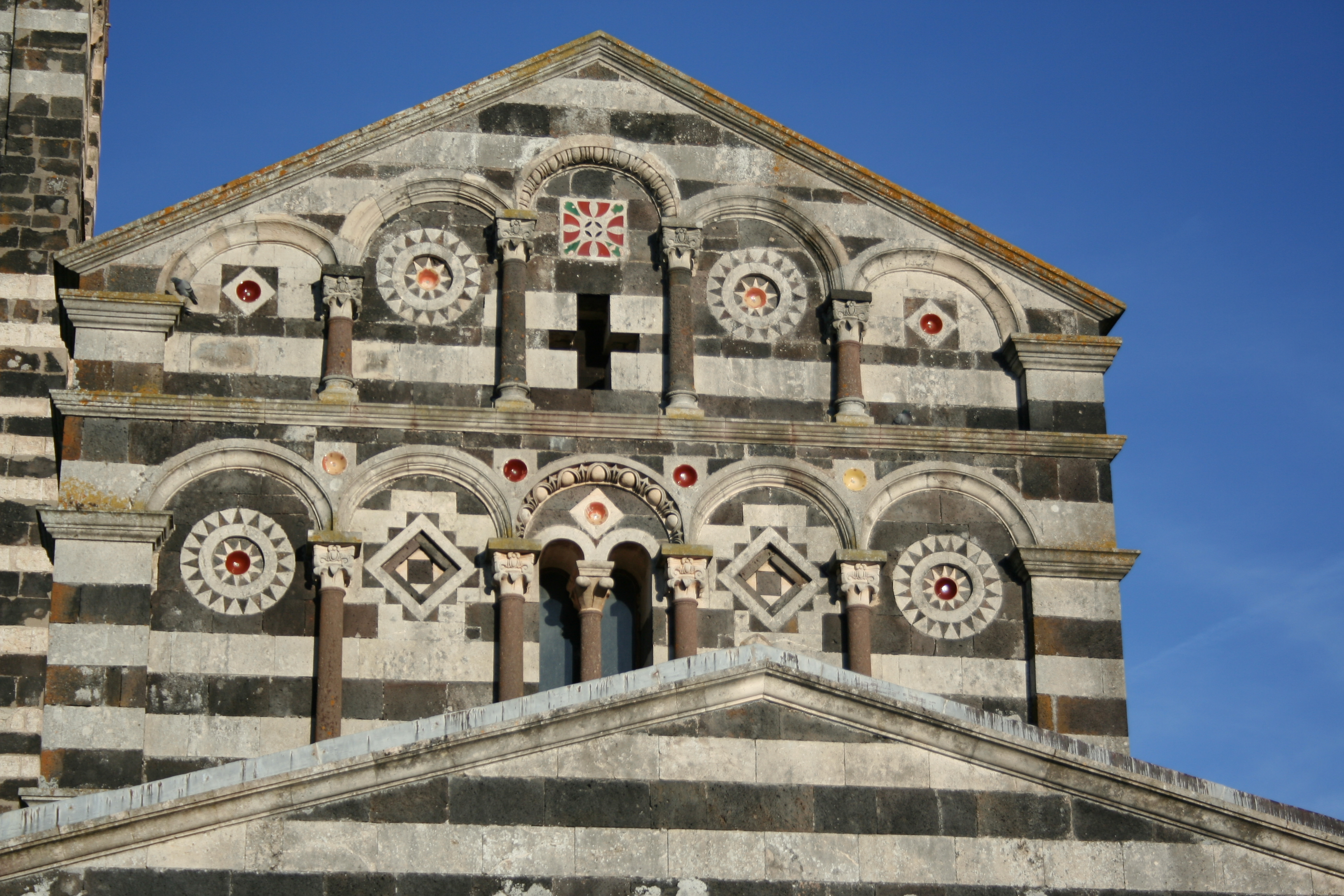
Detalle de la basílica de Saccargia, en Codrongianos.

El primer edificio románico de la isla es la basílica de San Gavino en Porto Torres, en el Giudicato de Torres, que fue construida por el judike Gonario I de Torres Lacon-Gunale, poco después del cisma de 1054. La nueva basílica fue erigida cerca de una zona donde había una necrópolis cristiana primitiva y dos basílicas antiguas que datan del siglo V-VII. El judike contrató trabajadores en Pisa para construirla. A la muerte de Gonario fue sucedido por su hijo Barisone I de Torres, quien continuó la construcción de la basílica. 
Al mismo tiempo, Barisone I promovió la inmigración de órdenes monásticas en la isla, de hecho, en 1063 le pidió a Desiderio di Benevento, abad de Montecassino, que enviara a un grupo de monjes para que se hicieran cargo de una gran área y sus pertenencias: la iglesia de Santa Maria di Bubalis (identificadas como Nostra Segnora de Mesumundu) y la iglesia de los santos Elia y Enoc, ubicadas en la cima del Monte Santu en la comuna de Siligo. En 1089, Constantino I de Cagliari, judike de Cagliari, donó al abad de la abadía de San Víctor de Marsella, Richard, la basílica de San Saturnino y otras propiedades para que los monjes fundaran un monasterio. A partir de entonces, y durante varias décadas, llegaron a la isla muchas órdenes religiosas, entre ellas los camaldoleses, los vallombrosianos, los cistercienses, los victorianos, etc. A raíz de este fenómeno, y gracias al considerable compromiso financiero de la nobleza local (mayorales), se fundaron numerosas iglesias privadas, lo que contribuyó al desarrollo de la arquitectura románica que, en la isla, adquirió características originales y muy interesantes.

## Influencias estilísticas

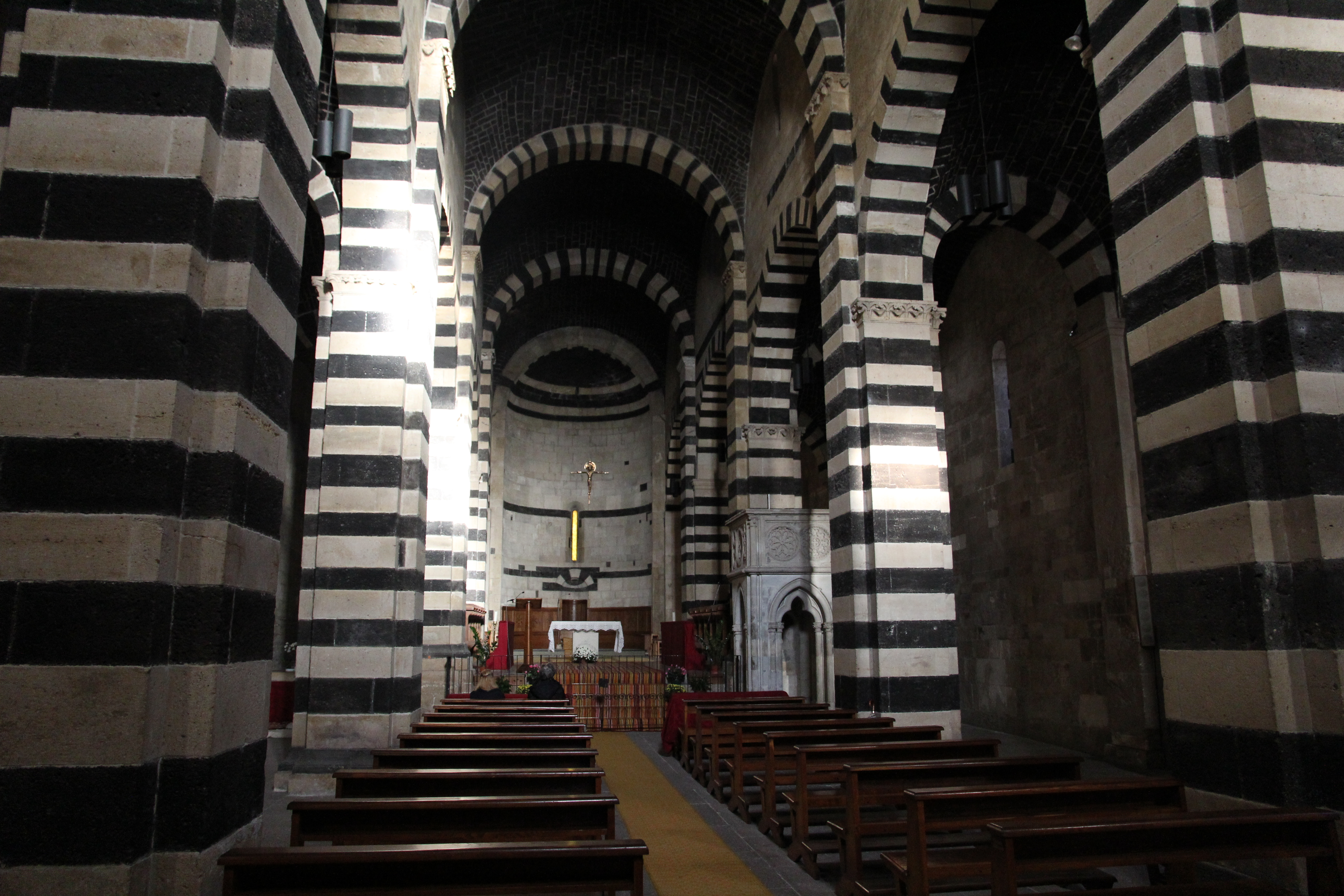
Nave central de San Pietro di Sorres, Borutta (-)

Giulio Carlo Argan identifica en el románico sardo de los siglos XI y XII una «actitud particular» hacia las dos nuevas corrientes lombardas y toscanas, que a menudo se fusionan y producen resultados sin precedentes. Como en el caso de San Nicola de Trullas (antes de 1113), en Semestene, la capilla palatina de Santa Maria del Reino (1107), en Ardara, o la de San Nicola de Silanis (antes de 1122) de Sedini y la basílica de San Simplicio en Olbia (siglos XI-XII), por nombrar solo algunas. No faltan ejemplos de arquitectura exclusivamente lombarda, como la iglesia de San Pietro de Zuri, del maestro Anselmo de Como. 
También hay numerosas muestras de edificios con tipos de arquitecturas derivadas de Francia, construidas en nombre de los monjes de Marsella por los trabajadores provenzales, en algunos casos asistidos por trabajadores locales formados en Italia. Entre estas, la iglesia de San Platano en Villaspeciosa, la iglesia de San Gemiliano en Sestu, la iglesia de San Lorenzo en Cagliari, la iglesia de San Saturnino de Ussana y la primera planta de Santa Maria de Uta. Pero no solo los benedictinos de San Vittore actuaron en la isla, sino también otras órdenes trsalpinas, como los cistercienses, los templarios y los lerinenses. 

## Galería de imágenes

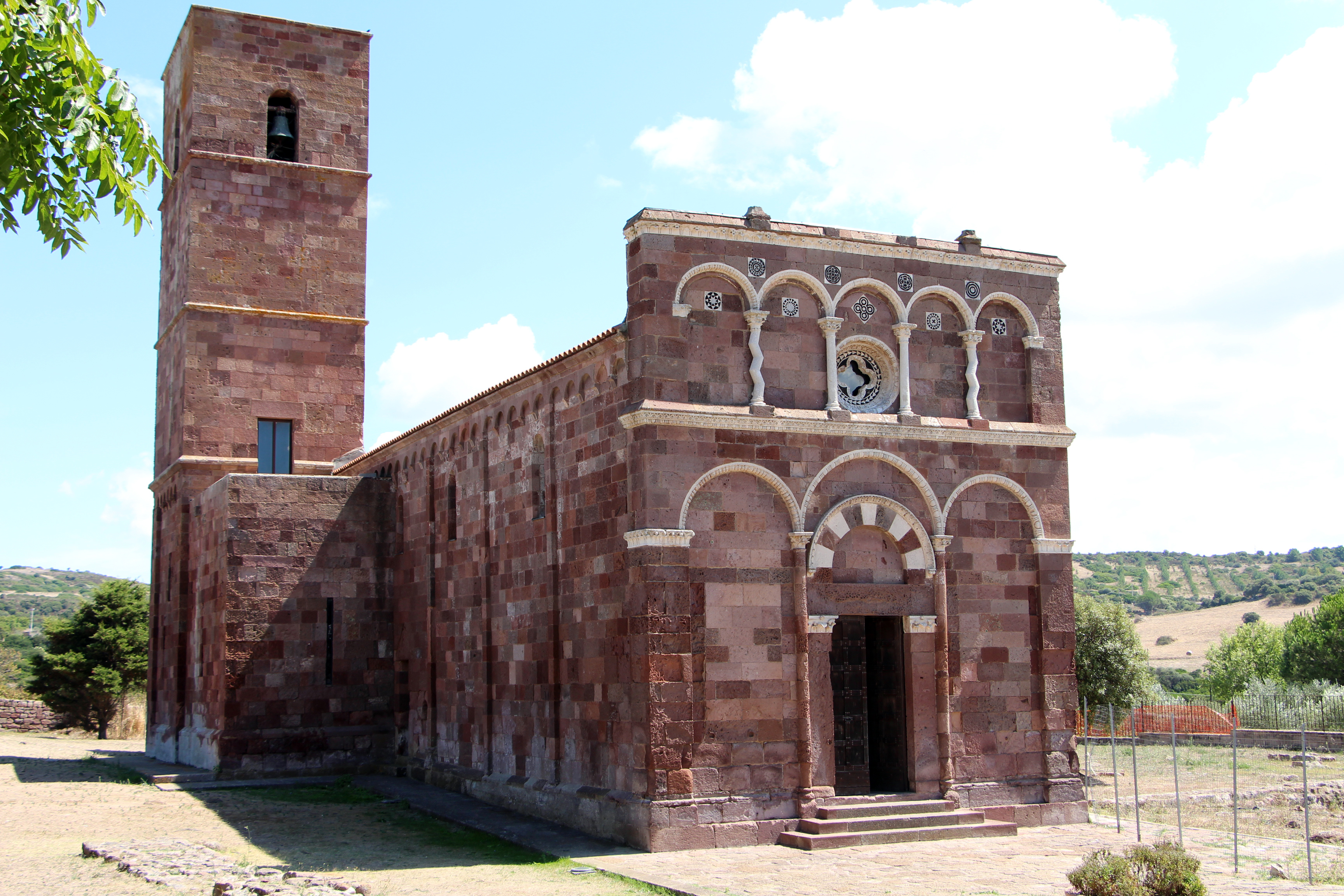
Nostra signora de Tergu (antes de 1117)
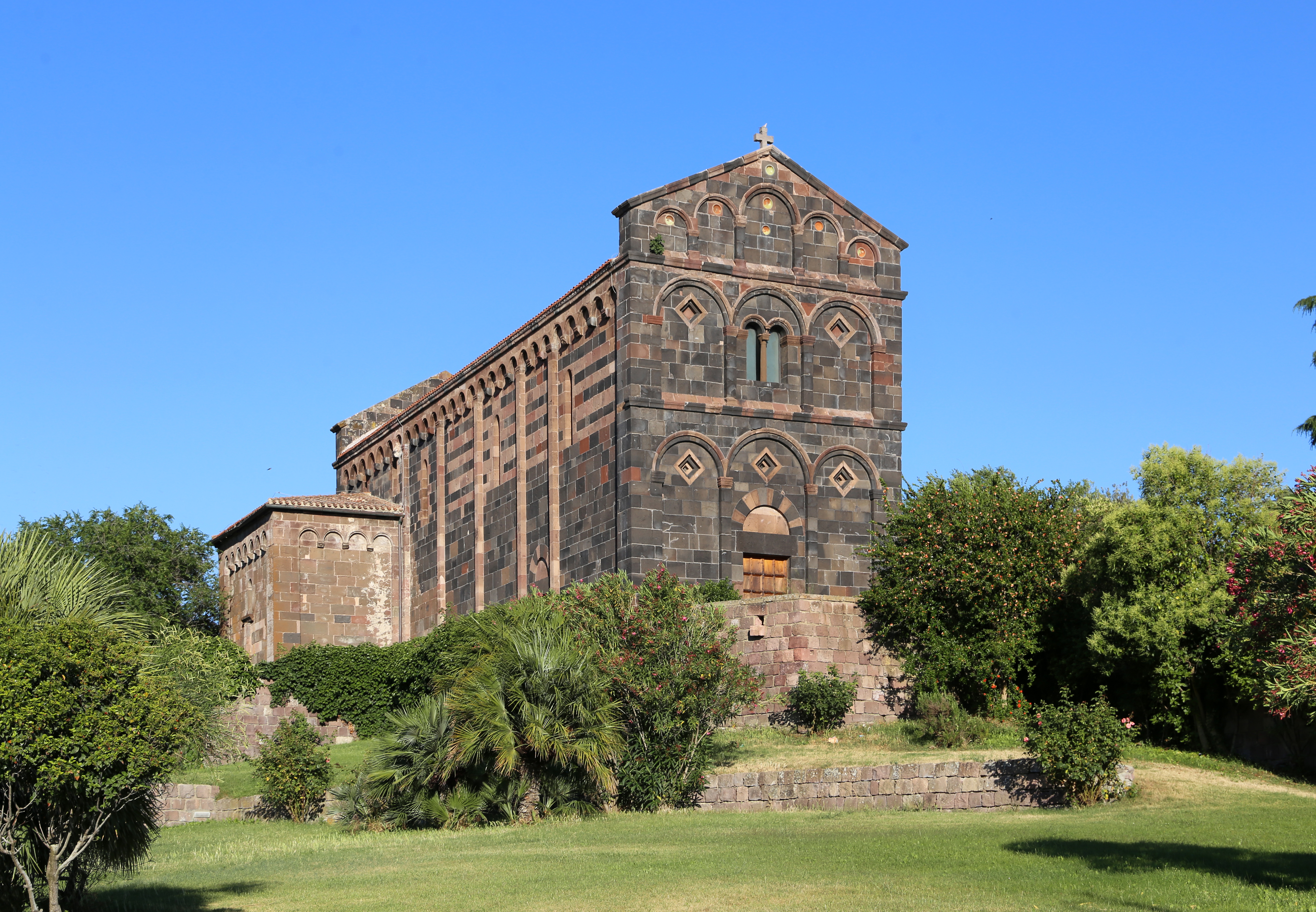
Iglesia de San Nicola, Ottana (?-1160)
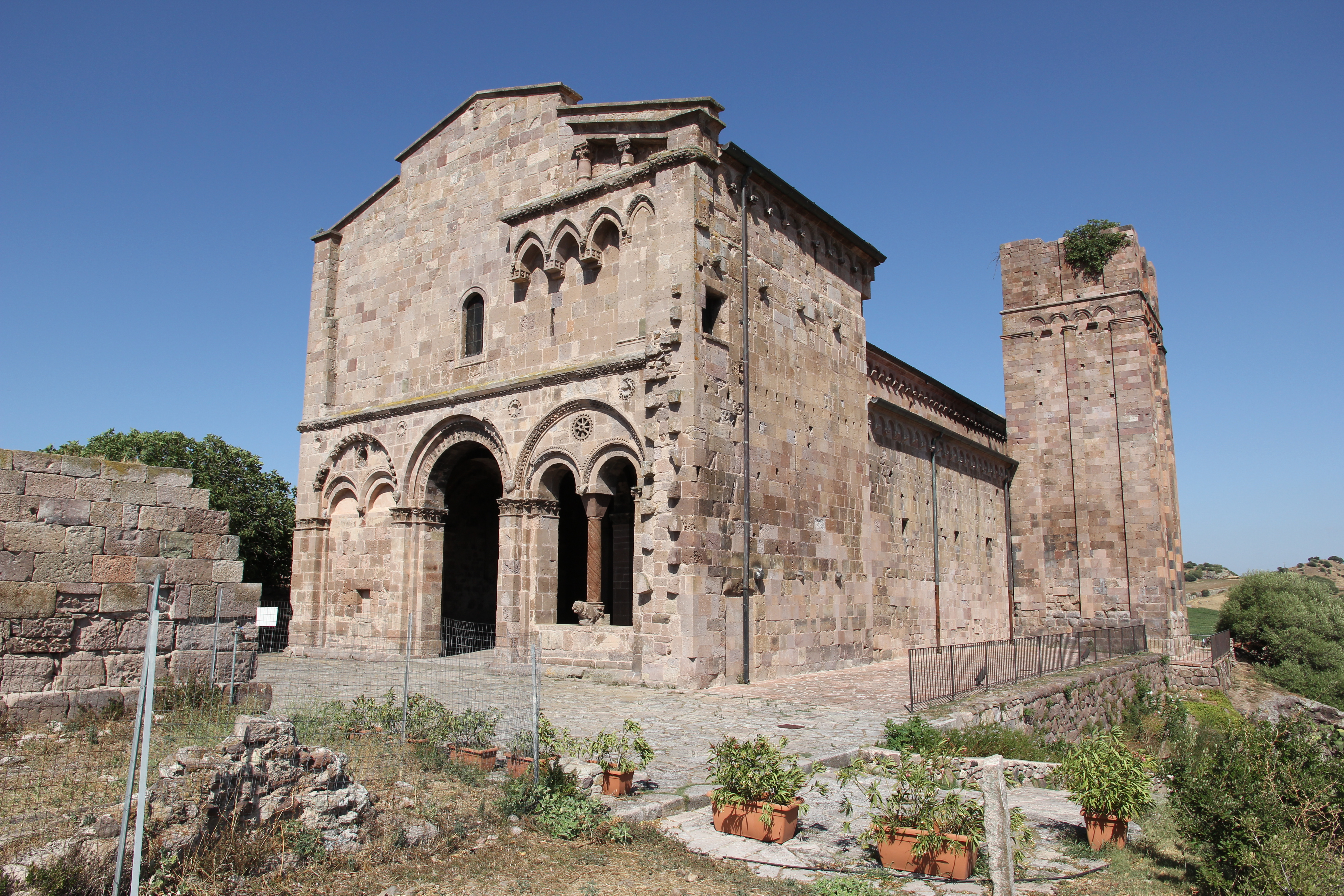
Basilica de Sant'Antioco di Bisarcio, Ozieri (?-1174)
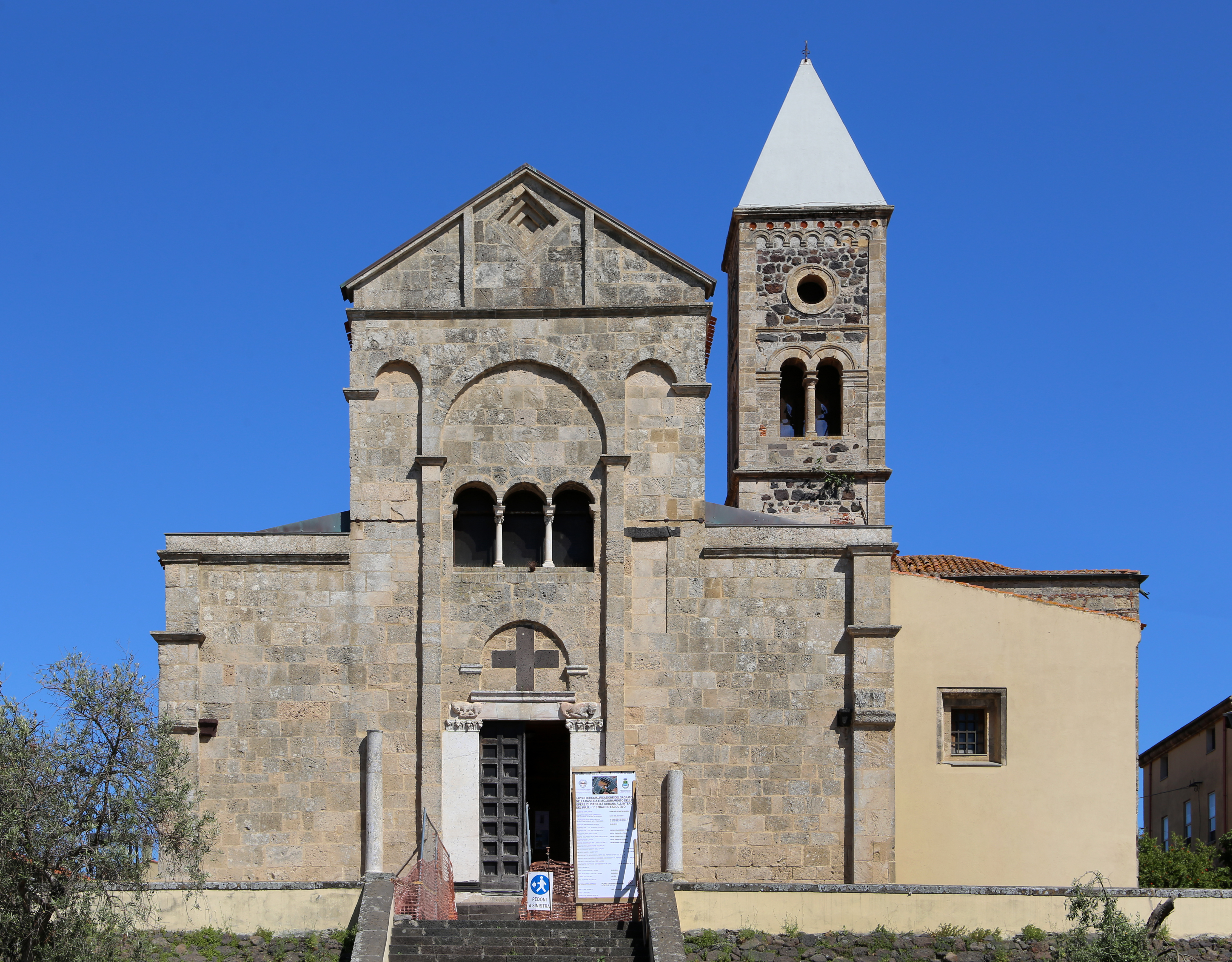
Catedral de Santa Giusta (s. XII)
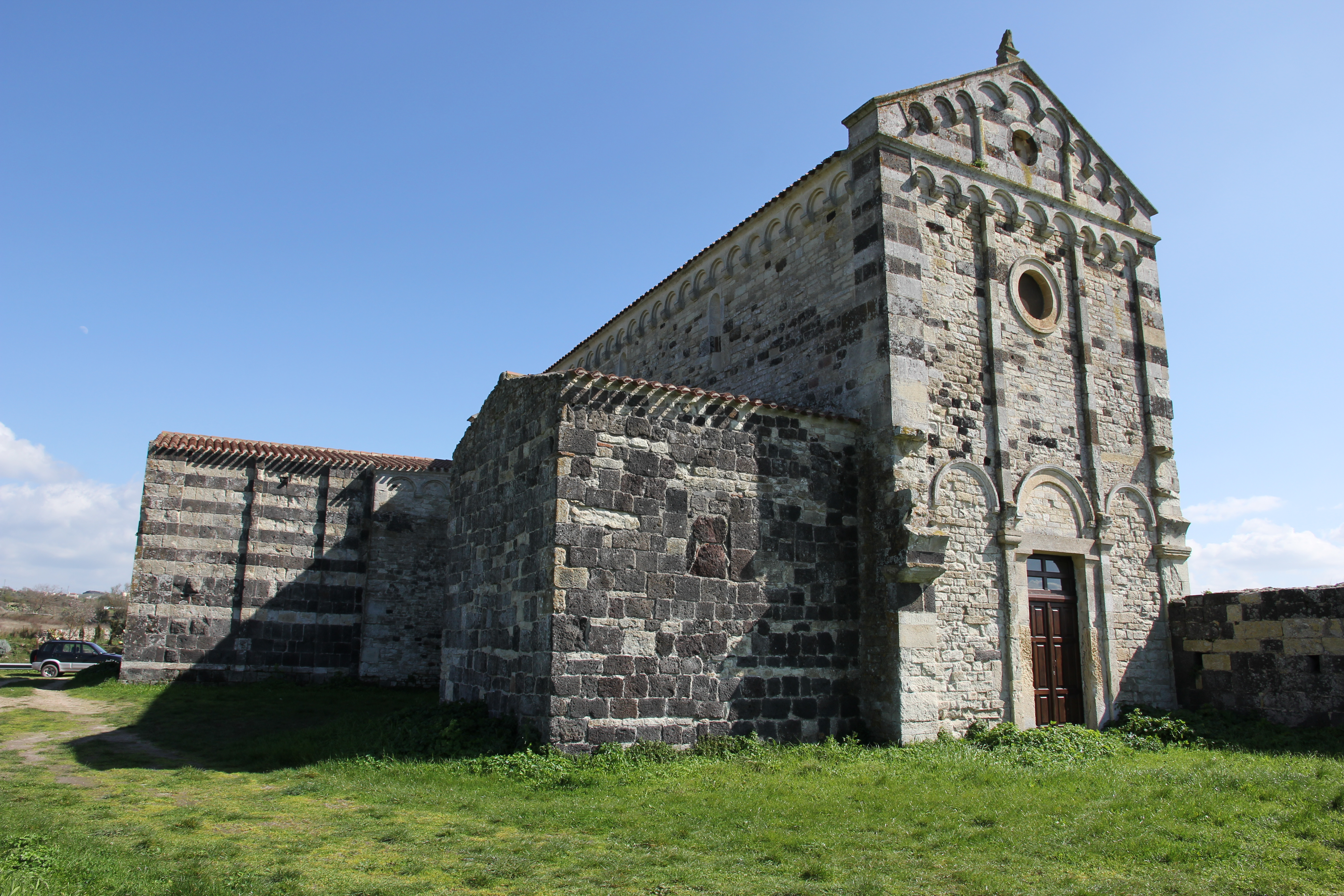
Iglesia de San Michele di Salvènero, Ploaghe (s. XI-XIII)
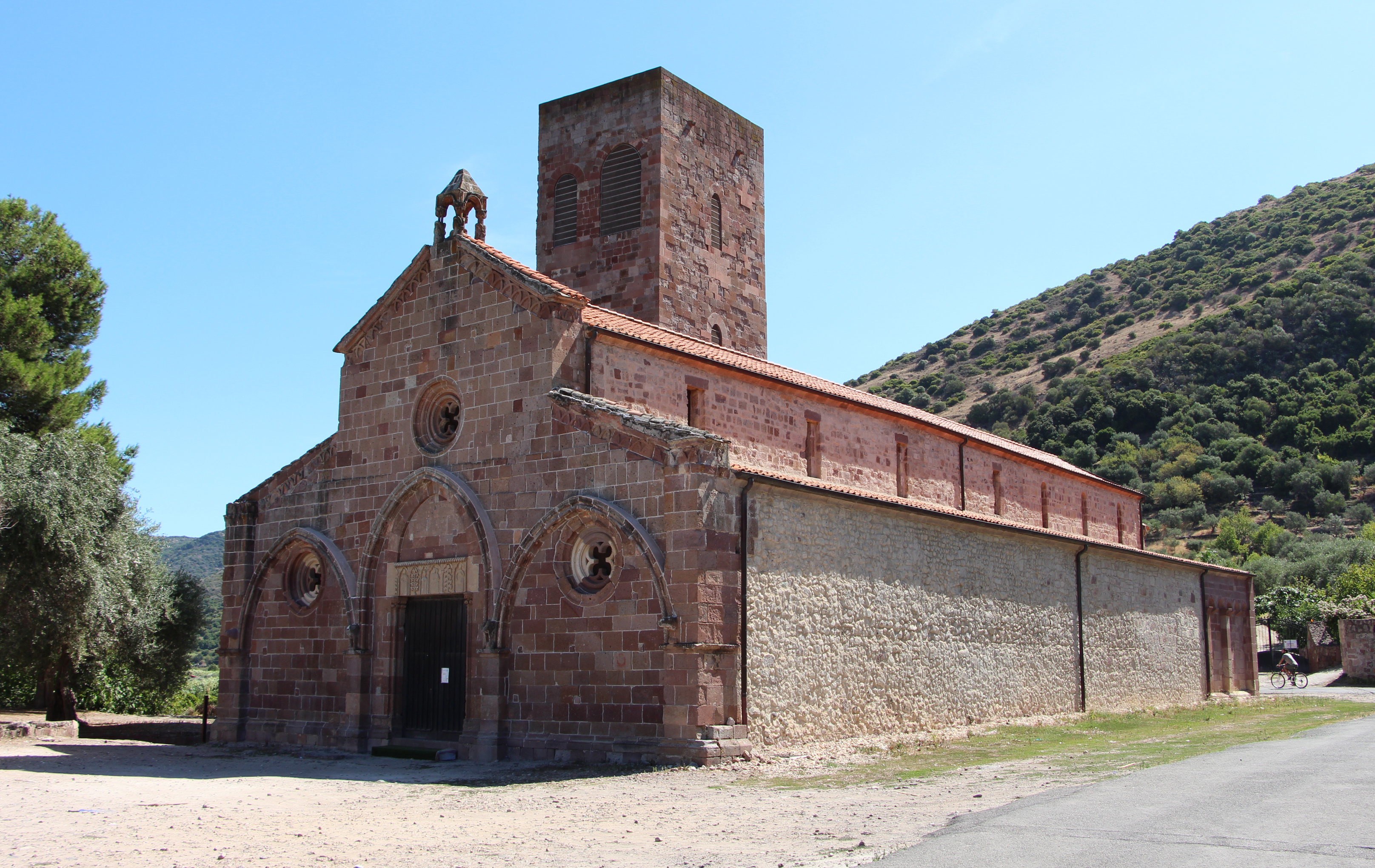
Iglesia de San Pietro Extramuros, Bosa (s. XI-XIII)
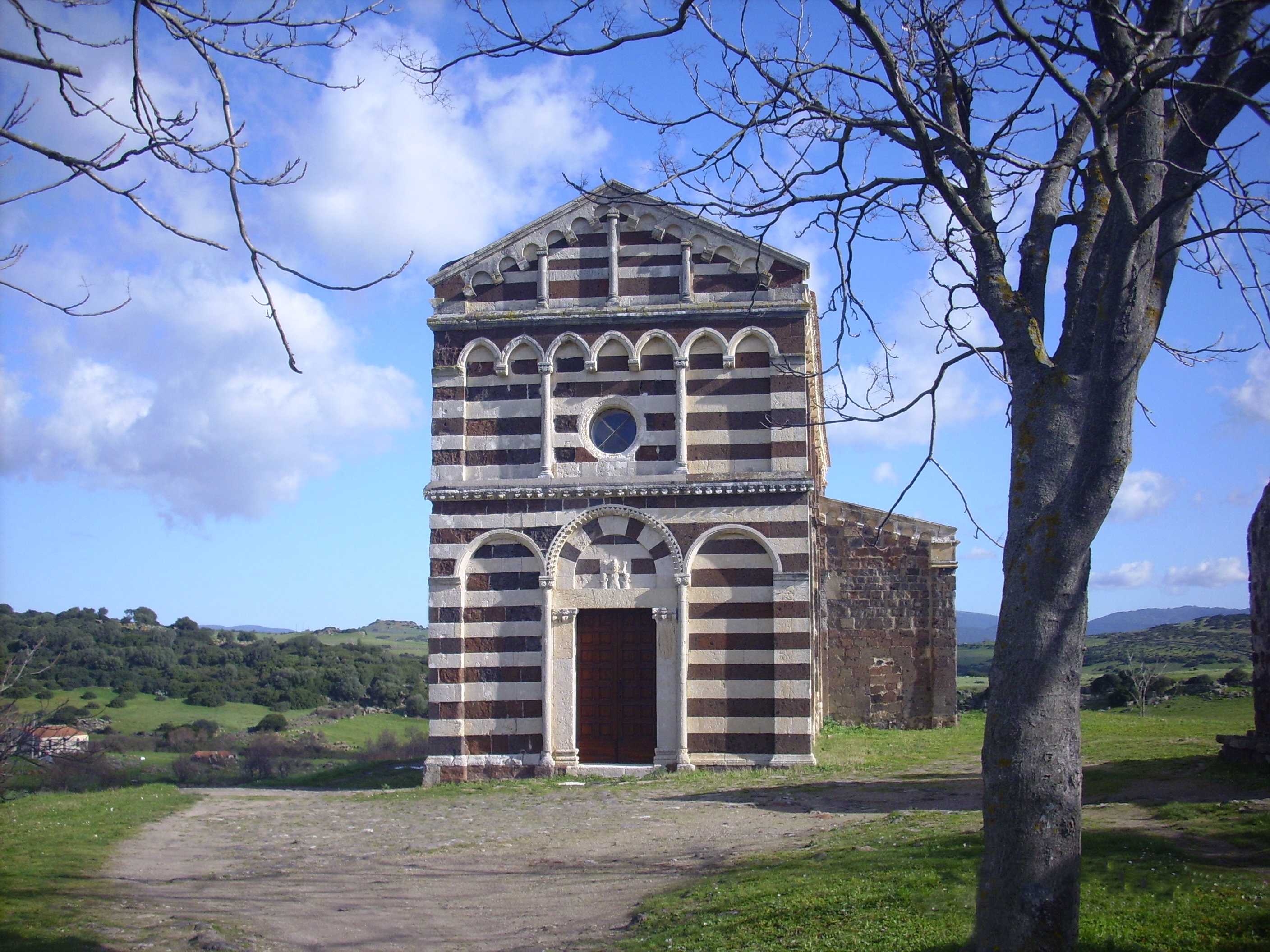
Iglesia de San Pietro delle Immagini o del Crocifisso, Bulzi (1100-?)
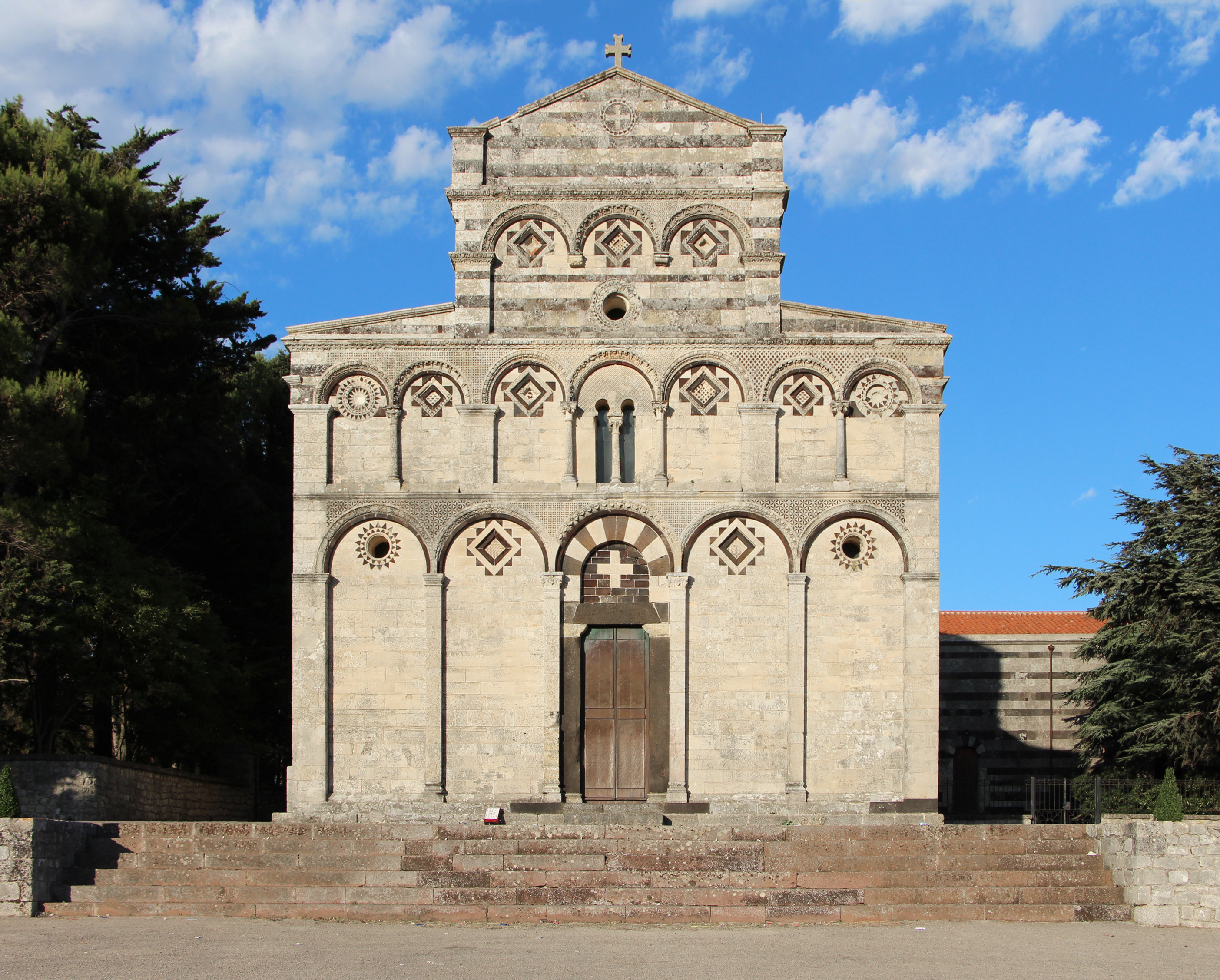
Catedral de San Pedro de Sorres, Borutta (s. XII-XIII)
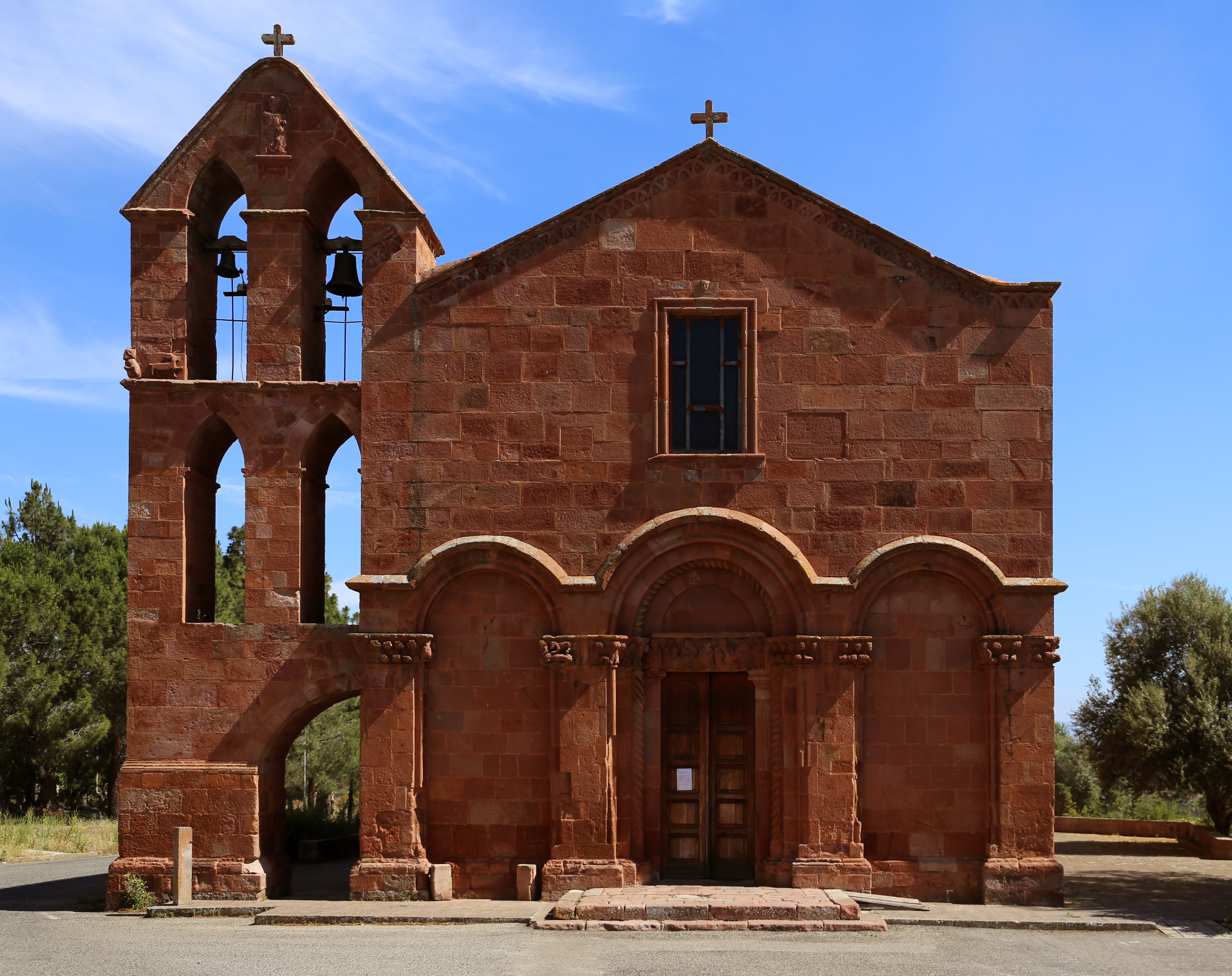
Iglesia de San Pietro de Zuri (?-1291)